# Furman University
Furman University är ett privat liberal arts college i Greenville i South Carolina i USA, grundat 1826. Universitetet har grundats av baptisterna. Furman Academy and Theological Institution, som universitetet först hette, uppkallades efter baptistledaren Richard Furman som hade avlidit ett år före grundandet.